# جان بيكوك
جان بيكوك هي فنانة فيديو كندية، ولدت في 6 نوفمبر 1955.